# Mont Vidéo
Pour les articles homonymes, voir Vidéo (homonymie).
Le mont Vidéo est une colline située en Abitibi-Témiscamingue dans l'ouest du Québec, à proximité de la municipalité de Barraute.

## Géographie
Le mont Vidéo est haut d'une centaine de mètres.

## Activités
Cette colline abrite une petite station de ski avec 20 pistes. C'est une des deux seules stations de ski en Abitibi-Témiscamingue avec le mont Kanasuta. Il est aussi possible d'y faire du ski de fond, de la raquette et du patin ; en été, du vélo de montagne et du camping.